# Sant’Angelo in Formis

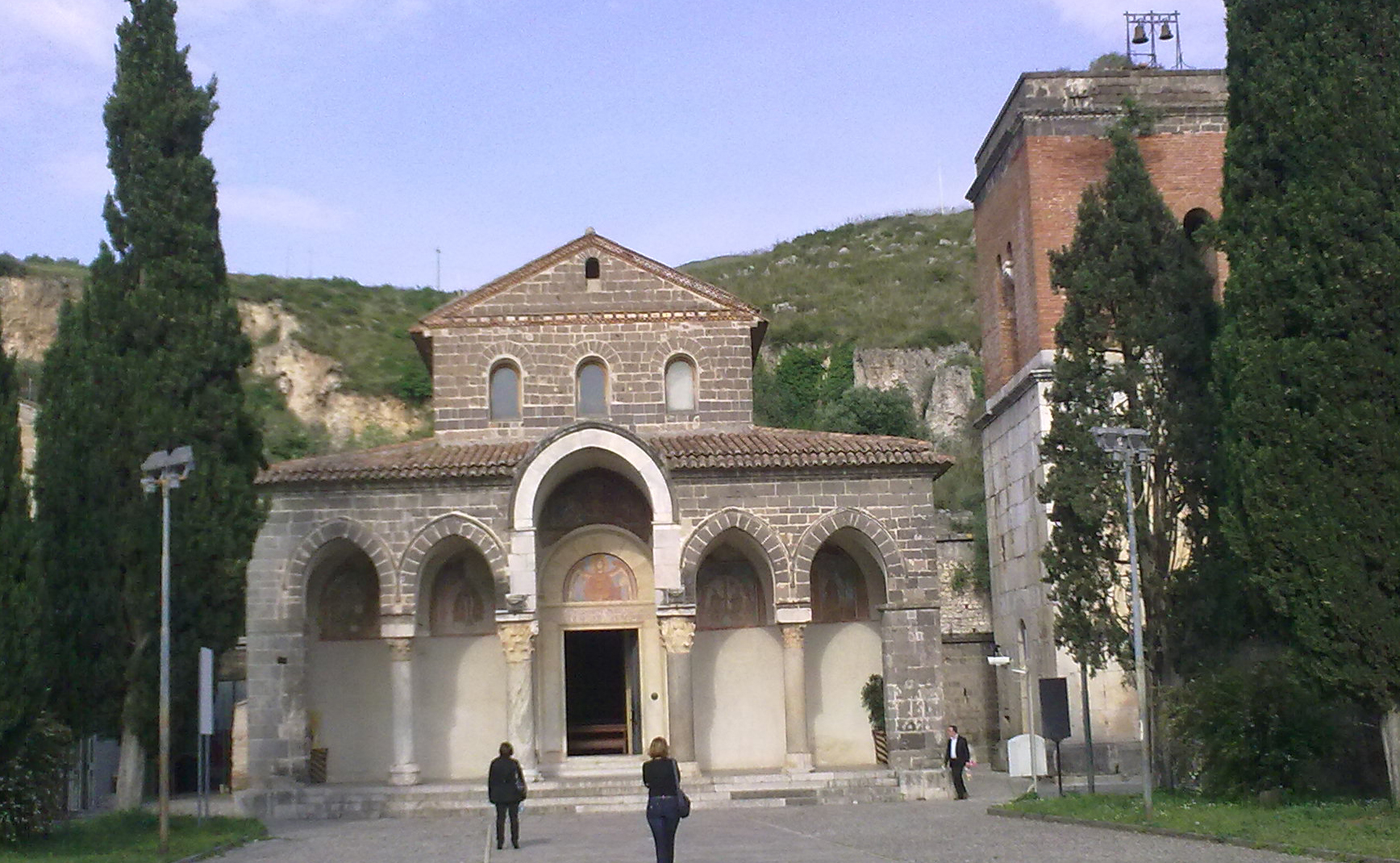
Sant’Angelo in Formis mit Campanile

Sant’Angelo in Formis ist eine vorromanische Benediktinerabtei in Sant’Angelo in Formis, einem Ortsteil von Capua. Die Kirche enthält einen der am besten erhaltenen romanischen Freskenzyklen.

## Beschreibung

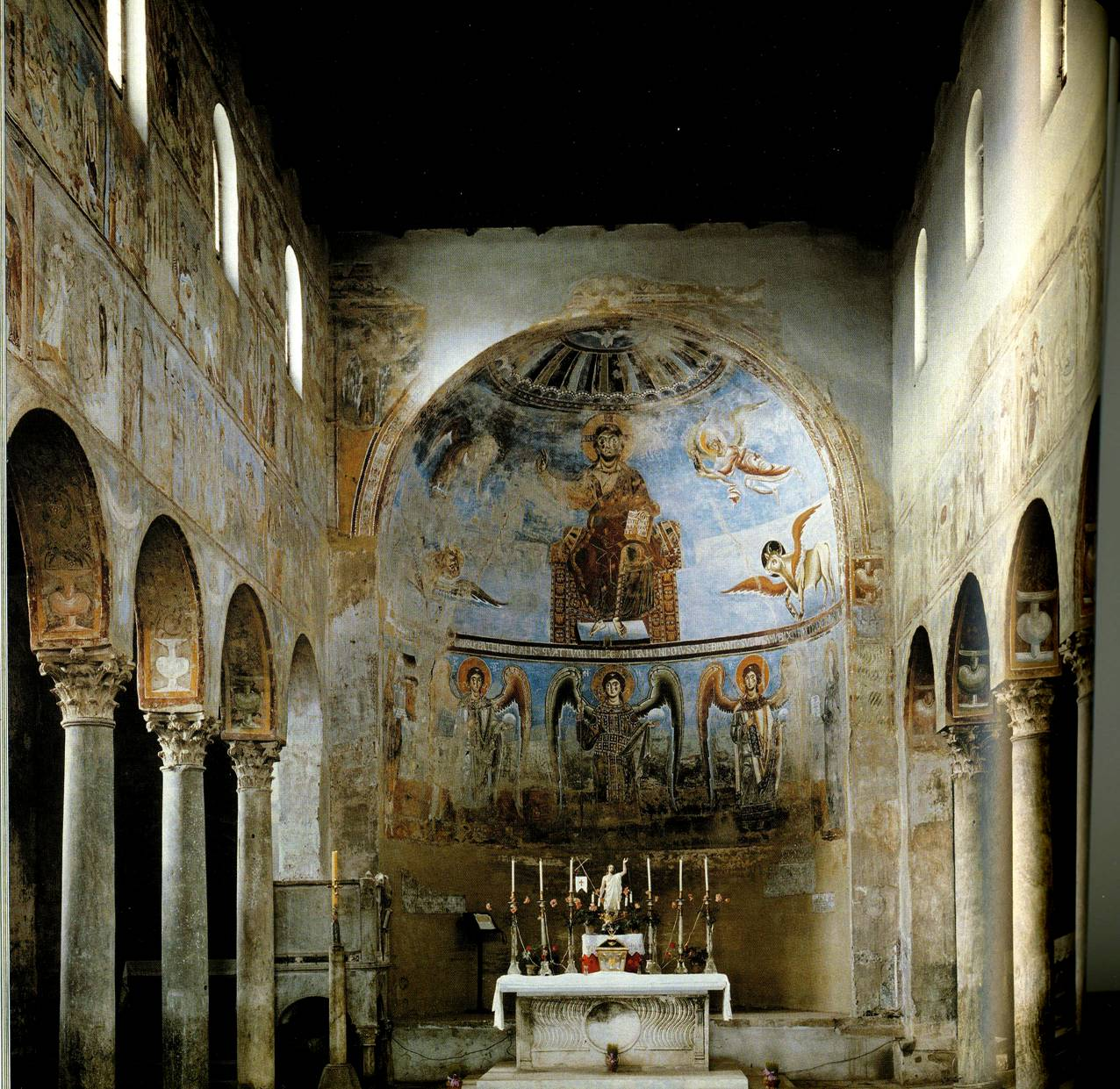
Blick zur Apsis

Die Kirche wurde im 6. Jahrhundert auf den Resten eines römischen Dianatempels (Tempio di Diana Tifatina) errichtet und in den folgenden Jahrhunderten unter grundsätzlicher Beibehaltung der ursprünglichen Form mehrmals erneuert. Die Fassade stammt aus dem 12. Jahrhundert. Die Portikus hat fünf Bogen, der mittlere (Portal) ist aus weißem Marmor.
Bedeutsam ist die Ausmalung des Kircheninneren, die Abt Desiderius um 1080 von byzantinischen Künstlern ausführen ließ. Über die Wände des Kirchenschiffs und der Apsis erstreckt sich einer der ausführlichsten und am besten erhaltenen romanischen Freskenzyklen mit Szenen aus Altem und Neuem Testament sowie zwei Darstellungen einer Majestas Domini. Besonders die Majestas Domini in der Apsis ist interessant, weil byzantinische, römisch-frühchristliche und karolingische Darstellungsweisen miteinander kombiniert wurden. So erscheint Christus nicht in der Mandorla, sondern sitzt auf einem Thron, was womöglich auf römisch-frühchristliche Motive zurückgeht. Untypisch für die byzantinischen Traditionen ist zudem die Kombination der Majestas Domini mit den vier Evangelistensymbolen, was wiederum wohl auf karolingische Vorbilder verweist.